# Carl-Erik Holmberg
Carl-Erik Holmberg (Göteborg, 17 juli 1906 - 5 juni 1991) was een Zweeds voetballer die speelde als aanvaller. Gedurende zijn carrière speelde hij voor Örgryte IS in eigen land en voor de Zweedse ploeg. Hij werd drie keer topschutter van de Allsvenskan en ging mee als reservespeler naar het WK 1934.

## Erelijst
- Topschutter Allsvenskan: 1926 (29 goals), 1928 (27 goals) en 1932 (29 goals)
- Allsvenskan: 1926, 1928